# 巨螯擬人面蟹
巨螯擬人面蟹（学名：Paromola macrochira）为人面蟹科擬人面蟹屬下的一个种。